# Massif du Mont-Mégantic
Le massif du Mont-Mégantic, situé dans le sud-ouest du Québec, est l'une des neuf collines Montérégiennes, celle qui est le plus à l'est. Le mont Mégantic se situe au centre du massif. Il est entouré de vallées délimitées par (en partant de l'Est vers le Nord) le mont Victoria, les montagnes de Franceville, la montagne Noire, le Pain de Sucre, la montagne des Cohoes, le mont Notre-Dame et le mont Saint-Joseph.

## Toponymie
Selon les sources les plus fiables, ce nom, emprunté à celui du lac, serait d'origine abénaquise. En 1884, le chef abénaquis Joseph Laurent le tirait effectivement du mot namakottik ou de sa variante encore plus ancienne namagwottik, signifiant lieu où il y a de la truite de lac.

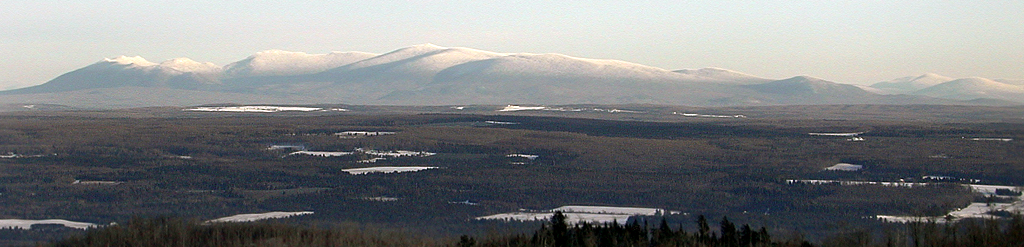
Vue du flanc nord-ouest du massif du Mont-Mégantic. Au premier plan, une partie de la vallée de la rivière Saint-François.

## Géographie

### Topographie

#### Mont Mégantic
Le mont Mégantic est la montagne située au centre du massif. Il culmine à 1 105 mètres. Il est le centre géographique approximatif du parc national du Mont-Mégantic. L'observatoire du Mont-Mégantic, un observatoire astronomique universitaire, est situé sur son sommet. On y retrouve également une résidence pour les astronomes en mission d'observation, un refuge pour randonneurs ou visiteurs ainsi qu'un observatoire exploité par l'ASTROLab.

#### Mont Victoria

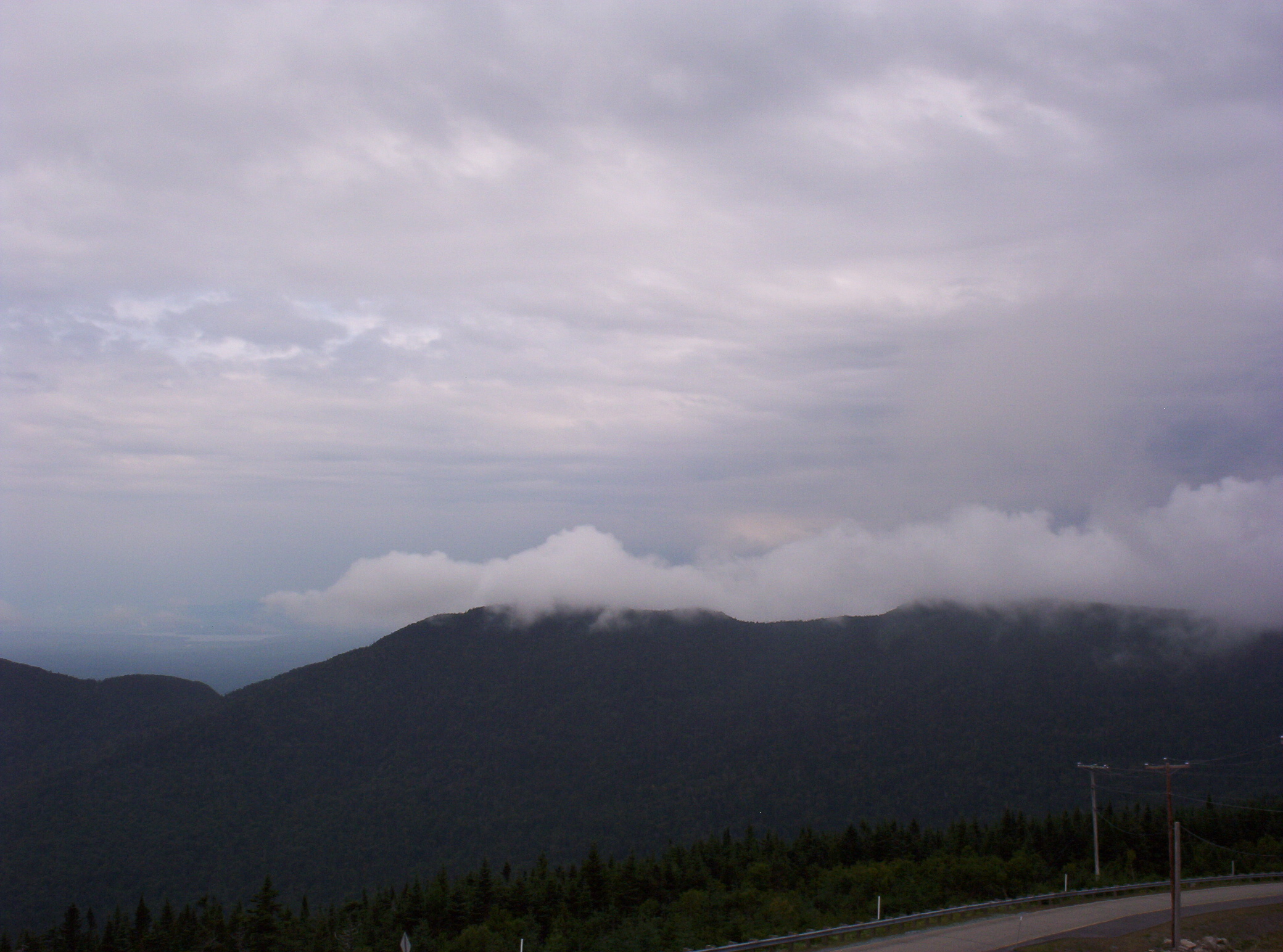
Mont Victoria vu du mont Mégantic (2004).

Le mont Victoria est la partie du mont Mégantic située complètement à l'est du massif, une crête de 1 055 mètres située entre les montagnes de Franceville et le mont Saint-Joseph. Le nom Victoria vient possiblement des premiers défrichements effectués par la British American Land Company qui a ouvert le chemin Victoria à partir du village de Cookshire jusqu'à la rivière au Saumon où la compagnie a construit en 1834 un village-modèle complet nommé Victoria pour y attirer des immigrants. Le village fut abandonné en 1838 et est aujourd'hui complètement disparu.

#### Montagnes de Franceville

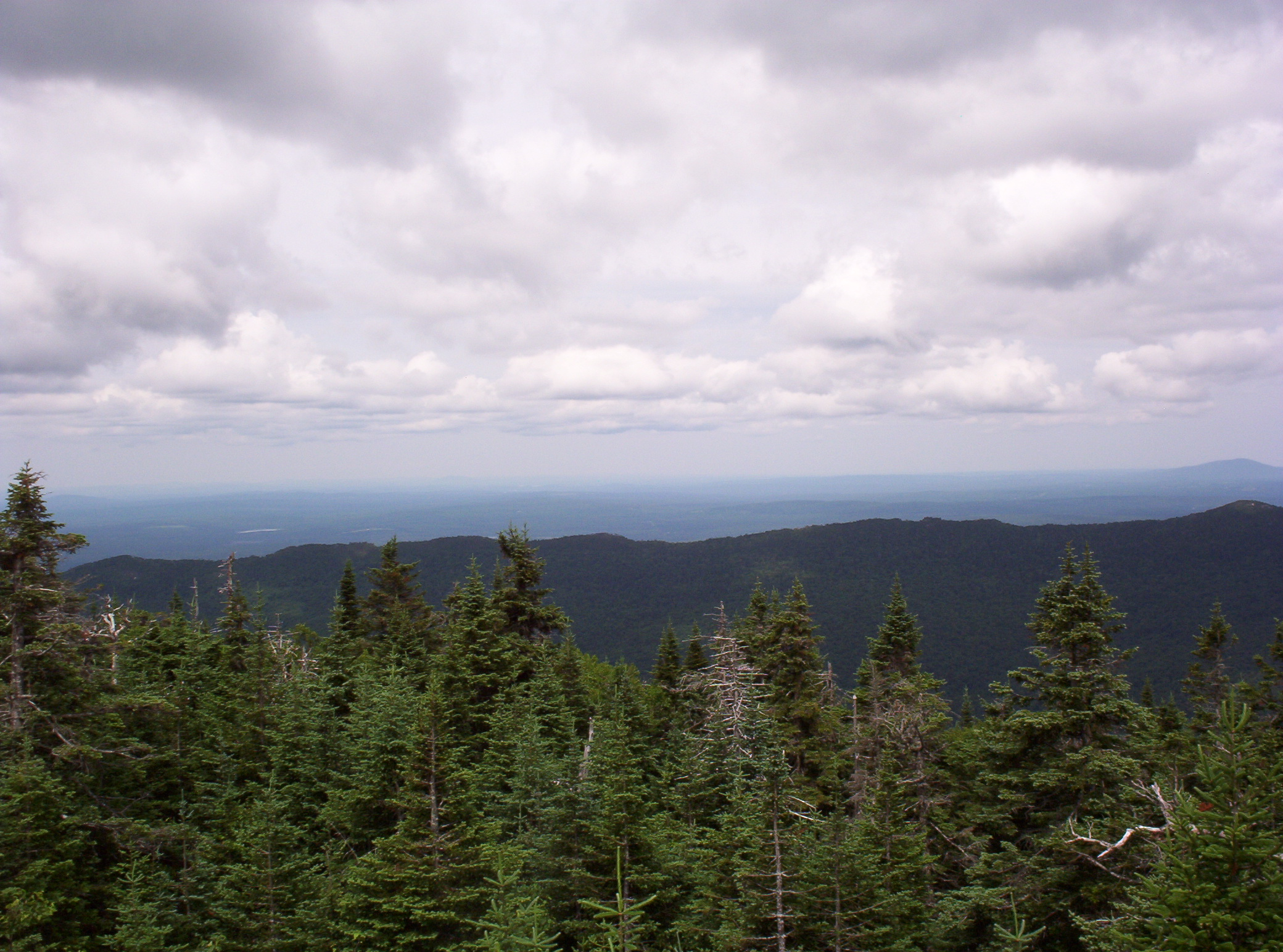
Montagnes de Franceville vues du mont Mégantic (2004).

On peut avoir une magnifique vue en plongée des montagnes de Franceville lorsque l'on franchit le dernier droit de la route menant à l'observatoire du Mont-Mégantic.
Elles délimitent une partie de la réserve écologique Samuel-Brisson rattachée à la municipalité de paroisse de Val-Racine.

#### Montagne Noire

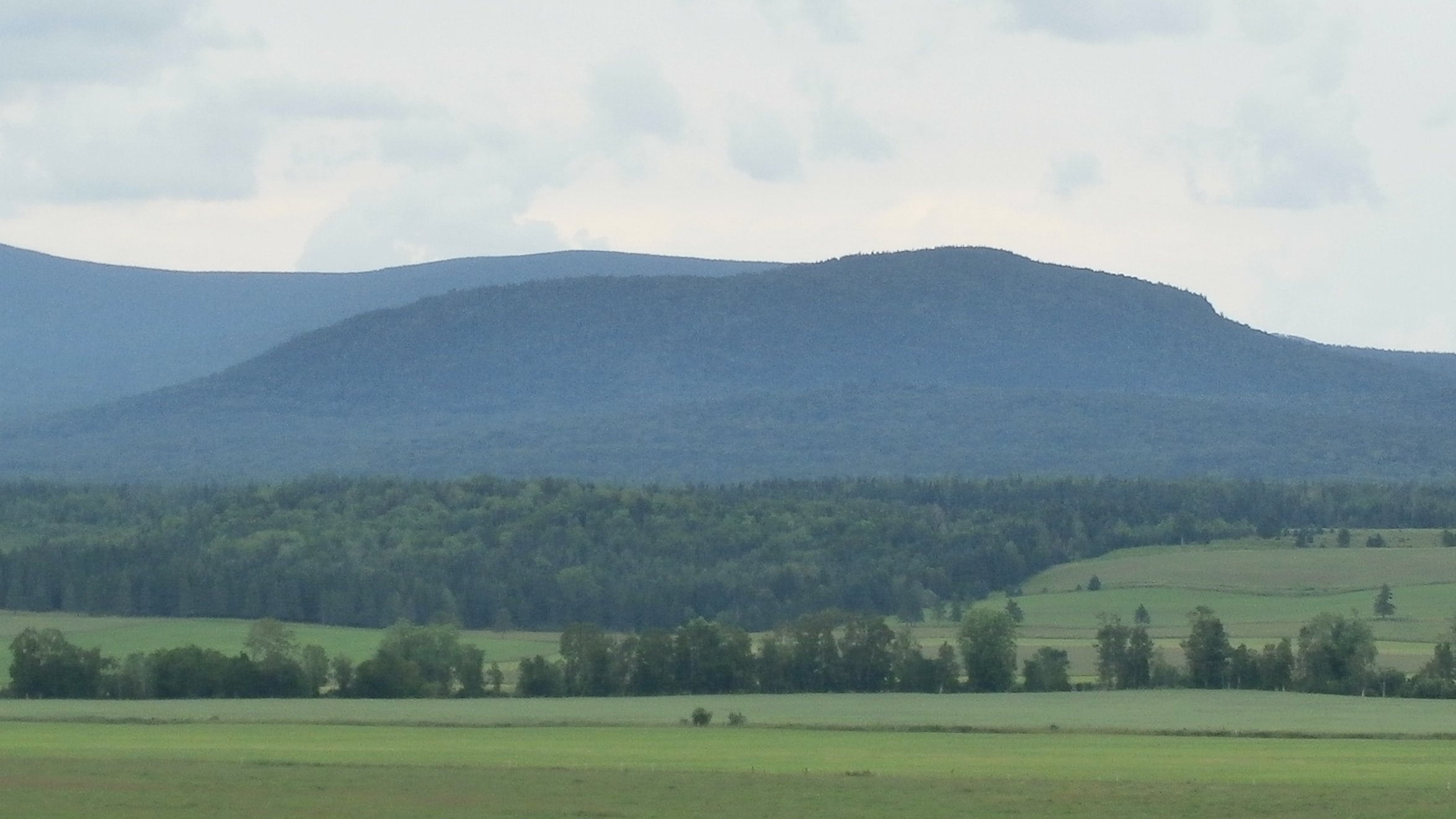
Montagne Noire vue de La Patrie.

La montagne Noire est une colline relativement arrondie de 800 m d'altitude située au sud-ouest du massif. L'origine du nom ne semble pas connue.

#### Pain de Sucre

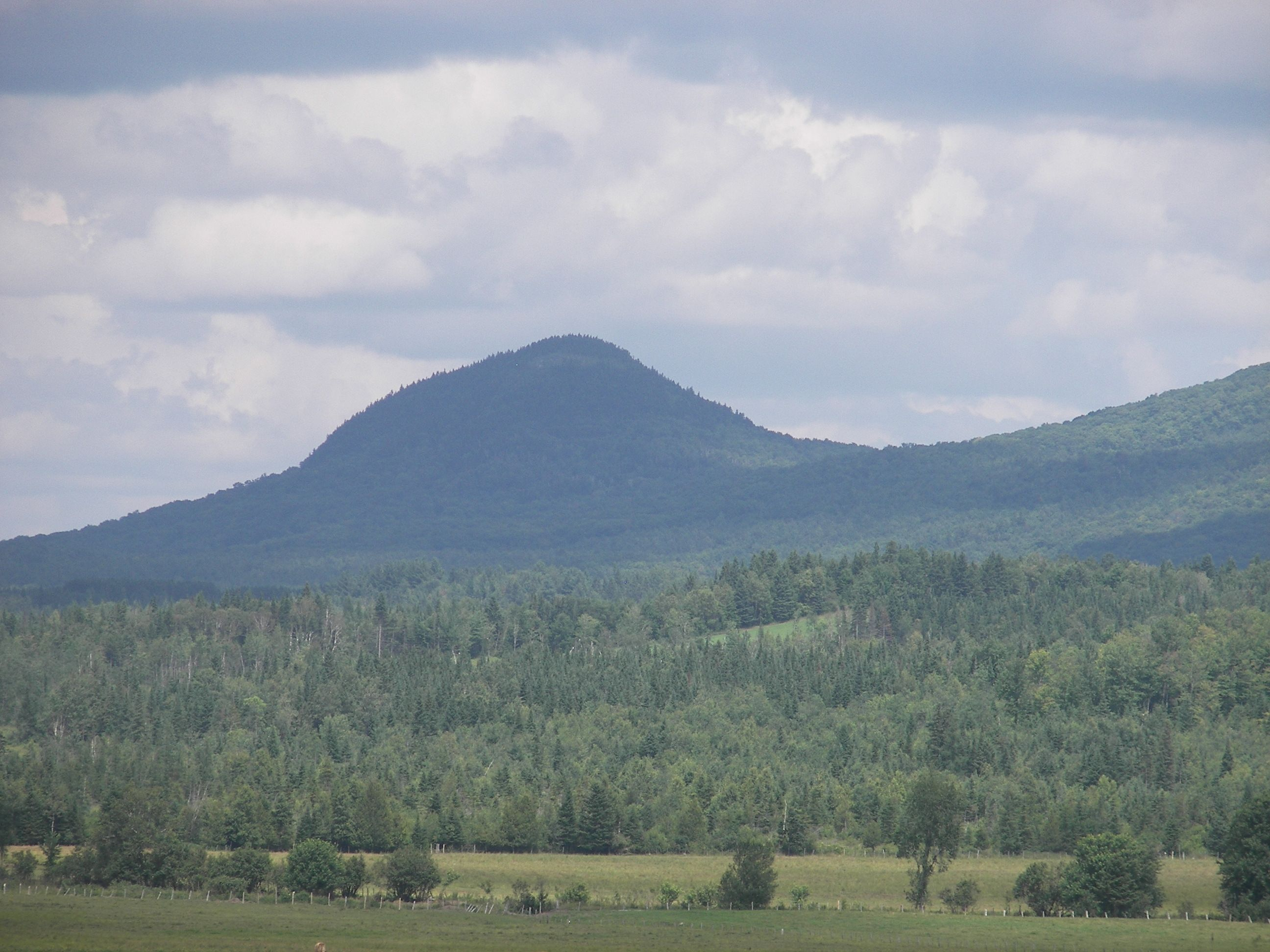
Le Pain de Sucre, vu de La Patrie.

Le Pain de sucre est une crête rocheuse de 650 mètres d'altitude, près du parc secteur Franceville.

#### Montagne des Cohoes

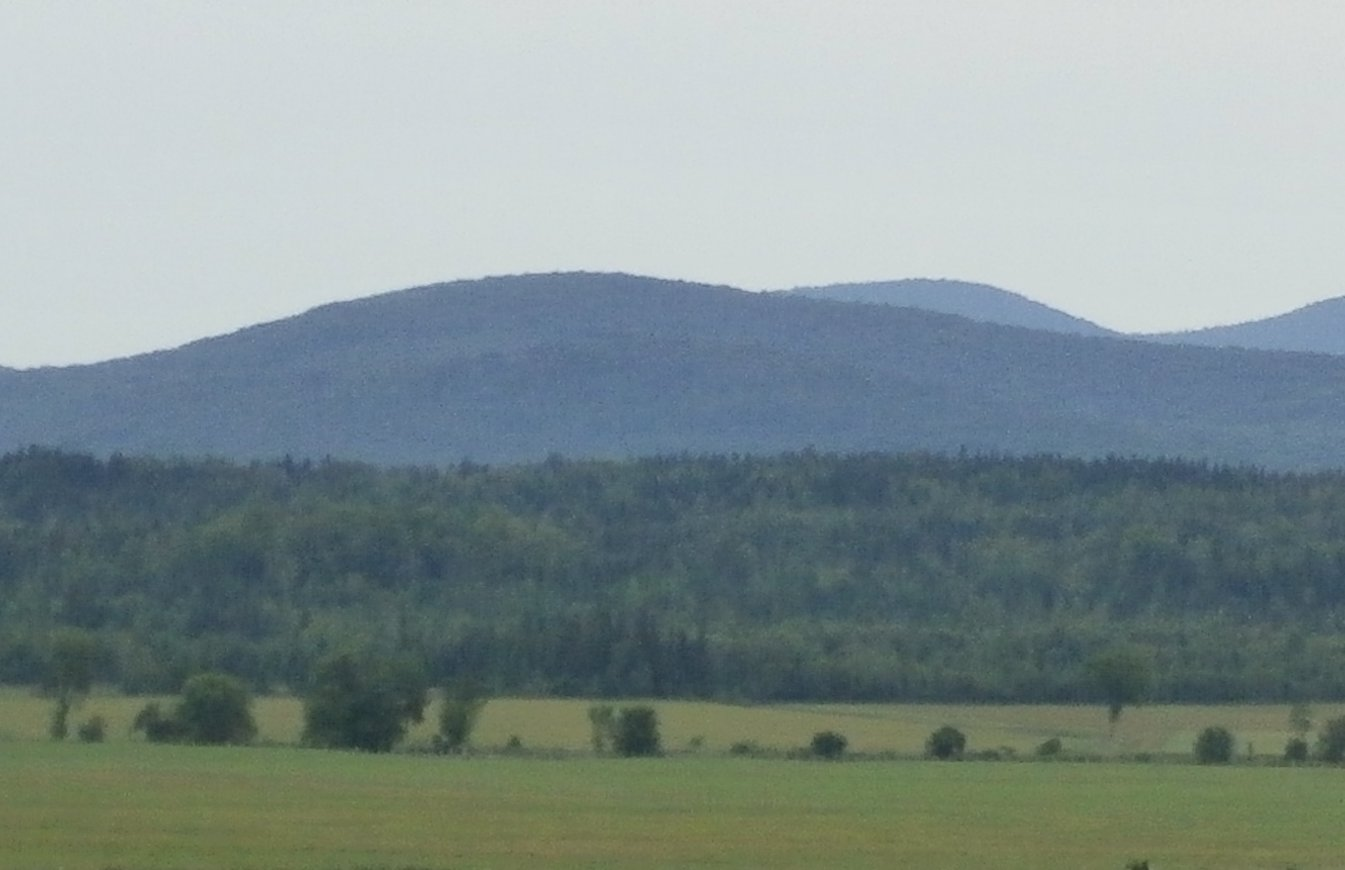
Montagne des Cohoes vue de La Patrie.

La montagne des Cohoes est une colline mineure sur le flanc ouest du mont Mégantic, à la limite ouest du parc national du Mont-Mégantic, au sud du Pain de Sucre. Elle s'élève à environ 670 m. Son nom renvoie à la ville de Cohoes, qui se trouve au nord-est d'Albany, la capitale de l'État de New York. Selon certains auteurs, cet amérindianyme est d'origine algonquine signifiant pin. Il est aussi possible que ce soit une déformation de Coös, mot souvent mentionné pour désigner des endroits de la vallée du haut fleuve Connecticut et prononcé en anglais cou-ou (exemples : Coös, aujourd'hui Newbury, ou comté de Coös). L'orthographe upp'r Cohos intervals apparaît aussi sur une carte de 1777.

#### Mont Notre-Dame

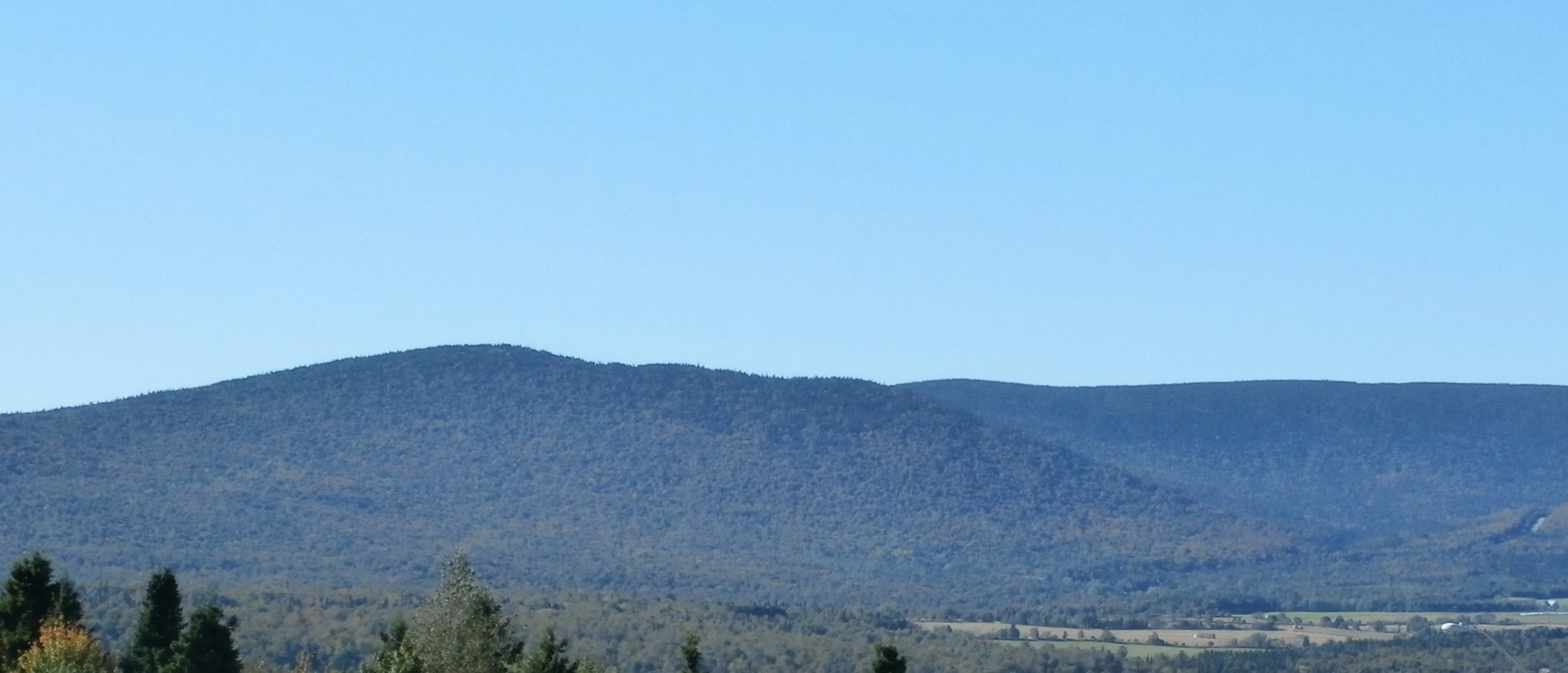
Le mont Notre-Dame vu de Notre-Dame-des-Bois.

Le mont Notre-Dame est la première montagne visible du massif lors de l'entrée dans le parc national du Mont-Mégantic. L'accueil du parc, l'ASTROLab et le restaurant Chesham sont situés à sa base. Une guérite donne accès aux routes asphaltées menant au sommet du mont Mégantic et du mont Saint-Joseph.

#### Mont Saint-Joseph

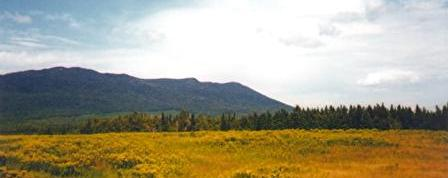
Le mont Saint-Joseph vu de la route du Parc (Notre-Dame-des-Bois, 2001). Le "visage" est visible sur la partie à droite de la montagne.

Le mont Saint-Joseph est la première montagne visible lorsque l'on emprunte la route menant au parc national du Mont-Mégantic. Il est la deuxième plus haute montagne du massif, culminant à 1 065 m de hauteur.
Les premiers colons ont érigé une croix au sommet en l'honneur de Saint-Joseph, saint des bâtisseurs, afin que ce dernier protège leur habitation. Par la suite, une chapelle fut également construite. Le mont Saint-Joseph est aujourd'hui un lieu de pèlerinage pour plusieurs personnes de la région.
Son sommet est accessible par une route asphaltée dont la dénivellation maximale est de 20 %.
Vu de Notre-Dame-des-Bois, l'un des villages situés à la base du massif, on peut voir, dans certains contours de la montagne, le visage d'un homme scrutant le ciel.

### Géologie
Le massif du Mont-Mégantic s'est formé il y a environ 125 millions d'années lors d'une intrusion souterraine de magma. Ce magma n'a pas atteint la surface terrestre et a figé en profondeur. La colline est apparue lors de l'érosion par les glaciers des roches sédimentaires avoisinantes, plus fragiles que la roche métamorphique formée par le contact du magma et de la roche sédimentaire.

## Histoire
Le massif du Mont-Mégantic est officiellement reconnu comme colline montérégienne depuis 1960. L'éloignement de ce massif des grands centres urbains a permis la construction d'un observatoire astronomique au sommet du mont Mégantic, l'observatoire du Mont-Mégantic.